# Pływanie na Letnich Igrzyskach Olimpijskich 2008 – 4 × 200 m stylem dowolnym kobiet
4 x 200 m stylem dowolnym kobiet – jedna z konkurencji pływackich, które odbyły się podczas XXIX Igrzysk Olimpijskich. Eliminacje miały miejsce 13 sierpnia, a finał konkurencji 14 sierpnia. Wszystkie etapy konkurencji przeprowadzone zostały na Pływalni Olimpijskiej w Pekinie.
Złoty medal zdobyły reprezentantki Australii, które w finale o prawie sześć sekund poprawiły rekord świata, uzyskawszy czas 7:44,31. Było to pierwsze dla Australii mistrzostwo olimpijskie w tej konkurencji, zdominowanej do tej pory przez Amerykanki. Na pierwszej zmianie sztafety Stephanie Rice ustanowiła z czasem 1:56,60 także nowy rekord Australii i Oceanii na dystansie 200 m stylem dowolnym. Drugie miejsce zajęły Chinki, które pobiły rekord Azji (7:45,93). Brązowy medal wywalczyła reprezentacja Stanów Zjednoczonych, ustanawiając nowy rekord obu Ameryk (7:46,33).
Dzień wcześniej, podczas eliminacji Francuzki z czasem 7:50,37 pobiły rekord olimpijski.

## Terminarz
Wszystkie godziny podane są w czasie chińskim (UTC+08:00) oraz polskim (CEST).
| Data             | Godzina rozpoczęcia | Godzina rozpoczęcia |            |
| Data             | UTC+08:00           | CEST                |            |
| ---------------- | ------------------- | ------------------- | ---------- |
| 9 sierpnia 2008  | 20:09               | 14:09               | Eliminacje |
| 10 sierpnia 2008 | 11:32               | 05:32               | Finał      |

## Rekordy
Przed zawodami rekord świata i rekord olimpijski wyglądały następująco:
| Rekord            | Reprezentacja | Czas    | Miejsce   | Data             |
| ----------------- | --- | ------- | --------- | ---------------- |
| Rekord świata     | Stany Zjednoczone · Natalie Coughlin (1:56,43) · Dana Vollmer (1:57,49) · Lacey Nymeyer (1:59,19) · Katie Hoff (1:56,98)    | 7:50,09 | Melbourne | 29 marca 2007    |
| Rekord olimpijski | Stany Zjednoczone · Natalie Coughlin (1:57,74) · Carly Piper (1:59,39) · Dana Vollmer (1:58,12) · Kaitlin Sandeno (1:58,17) | 7:53,42 | Ateny     | 18 sierpnia 2004 |

W trakcie zawodów ustanowiono następujące rekordy:
| Data        | Etap konkurencji | Reprezentacja | Czas    | Rekord |
| ----------- | ---------------- | --- | ------- | ------ |
| 13 sierpnia | eliminacje       | Francja · Alena Popczanka (1:58,27) · Céline Couderc (1:58,92) · Camille Muffat (1:57,32) · Coralie Balmy (1:55,86)  | 7:50,37 | OR     |
| 14 sierpnia | finał            | Australia · Stephanie Rice (1:56,60) · Bronte Barratt (1:56,58) · Kylie Palmer (1:55,22) · Linda Mackenzie (1:55,91) | 7:44,31 | ,      |

## Wyniki

### Eliminacje
| Miejsce | Wyścig | Tor | Państwo           | Zawodniczka | Czas      | Uwagi |
| ------- | ------ | --- | ----------------- | --- | --------- | ----- |
| 1.      | 1      | 4   | Francja           | Alena Popczanka (1:58,27) Céline Couderc (1:58,92) Camille Muffat (1:57,32) Coralie Balmy (1:55,86)                        | 7:50,37   | Q,    |
| 2.      | 2      | 4   | Stany Zjednoczone | Caroline Burckle (1:57,86) Christine Marshall (1:58,58) Kim Vandenberg (1:58,31) Julia Smit (1:57,68)                      | 7:52,43   | Q     |
| 3.      | 2      | 3   | Włochy            | Renata Spagnolo (1:58,91) Flavia Zoccari (1:58,88) Alice Carpanese (1:59,50) Federica Pellegrini (1:56,09)                 | 7:53,38   | Q     |
| 4.      | 1      | 2   | Chiny             | Yang Yu (1:57,49) Tan Miao (1:58,84) Tang Jingzhi (2:00,20) Zhu Qianwei (1:57,24)                                          | 7:53,77   | Q,    |
| 5.      | 1      | 6   | Szwecja           | Gabriella Fagundez (1:58,43) Ida Marko-Varga (1:58,40) Petra Granlund (1:59,67) Josefin Lillhage (1:57,33)                 | 7:53,83   | Q,    |
| 6.      | 2      | 6   | Australia         | Felicity Galvez (1:58,00) Angie Bainbridge (1:58,17) Melanie Schlanger (2:00,99) Lara Davenport (1:57,94)                  | 7:55,10   | Q     |
| 7.      | 2      | 7   | Węgry             | Ágnes Mutina (1:59,42) Evelyn Verrasztó (1:56,92) Eszter Dara (2:00,45) Zsuzsanna Jakabos (1:58,47)                        | 7:55,26   | Q     |
| 8.      | 2      | 2   | Japonia           | Haruka Ueda (1:58,09) Misaki Yamaguchi (1:57,93) Emi Takanabe (2:01,28) Maki Mita (1:58,33)                                | 7:55,63   | Q     |
| 9.      | 2      | 5   | Wielka Brytania   | Joanne Jackson (1:57,70) Melanie Marshall (1:58,44) Hannah Miley (1:59,95) Francesca Halsall (2:00,07)                     | 7:56,16   |       |
| 10.     | 1      | 1   | Kanada            | Stephanie Horner (1:58,00) Geneviève Saumur (1:59,23) Erica Morningstar (2:00,91) Julia Wilkinson (1:58,12)                | 7:56,26   |       |
| 11.     | 1      | 3   | Holandia          | Femke Heemskerk (1:58,29) Ranomi Kromowidjojo (1:58,29) Saskia de Jonge (2:00,71) Manon van Rooijen (1:59,31)              | 7:56,60   |       |
| 12.     | 1      | 5   | Niemcy            | Meike Freitag (1:58,09) Petra Dallmann (1:59,55) Daniela Samulski (2:01,67) Annika Lurz (1:58,80)                          | 7:58,11   |       |
| 13.     | 2      | 1   | Dania             | Julie Hjorth-Hansen (1:59,16) Micha Kathrine Østergaard Jensen (2:01,67) Louise Mai Jansen (2:00,31) Lotte Friis (1:59,67) | 8:00,81   |       |
| 14.     | 1      | 7   | Hiszpania         | Melania Costa (2:00,92) María Fuster (2:00,00) Noemi Féliz García (1:59,77) Arantxa Ramos (2:00,21)                        | 8:00,90   |       |
| 15.     | 1      | 8   | Polska            | Paulina Barzycka (2:00,99) Katarzyna Wilk (2:02,78) Karolina Szczepaniak (2:01,94) Katarzyna Baranowska (2:01,69)          | 8:07,40   |       |
| 16 !    | 2      | 8   | Nowa Zelandia     | Helen Norfolk (2:00,24) Lauren Boyle (1:58,01) Hayley Palmer (1:59,92) Natasha Hind                                        | 9:99,99 ! | DSQ   |

### Finał
| Miejsce | Tor | Państwo           | Zawodniczka                                                                                                 | Czas    | Strata | Uwagi |
| ------- | --- | ----------------- | --- | ------- | ------ | ----- |
| 1. !    | 7   | Australia         | Stephanie Rice (1:56,60) · Bronte Barratt (1:56,58) · Kylie Palmer (1:55,22) · Linda Mackenzie (1:55,91)    | 7:44,31 |        | ,     |
| 2. !    | 6   | Chiny             | Yang Yu (1:56,79) Zhu Qianwei (1:56,64) Tan Miao (1:58,11) Pang Jiaying (1:54,39)                           | 7:45,93 | 1,62   | AS    |
| 3. !    | 5   | Stany Zjednoczone | Allison Schmitt (1:57,71) Natalie Coughlin (1:57,19) Caroline Burckle (1:56,70) Katie Hoff (1:54,73)        | 7:46,33 | 2,02   | AM    |
| 4.      | 3   | Włochy            | Renata Spagnolo (1:58,31) Alessia Filippi (1:56,68) Flavia Zoccari (1:59,80) Federica Pellegrini (1:54,97)  | 7:49,76 | 5,45   | ER    |
| 5.      | 4   | Francja           | Coralie Balmy (1:56,57) Ophélie-Cyrielle Étienne (1:57,95) Aurore Mongel (1:58,62) Camille Muffat (1:57,52) | 7:50,66 | 6,35   |       |
| 6.      | 1   | Węgry             | Ágnes Mutina (1:58,17) Evelyn Verrasztó (1:57,80) Eszter Dara (2:00,39) Zsuzsanna Jakabos (1:59,17)         | 7:55,53 | 11,22  |       |
| 7.      | 8   | Japonia           | Haruka Ueda (1:58,44) Misaki Yamaguchi (1:58,51) Maki Mita (1:58,78) Emi Takanabe (2:01,83)                 | 7:57,56 | 13,25  |       |
| 8.      | 2   | Szwecja           | Josefin Lillhage (2:00,48) Gabriella Fagundez (2:00,09) Ida Marko-Varga (1:58,58) Petra Granlund (2:00,68)  | 7:59,83 | 15,52  |       |